# 2023年のマラソングランドチャンピオンシップ
2023年のマラソングランドチャンピオンシップは2023年10月15日に2024年パリオリンピックマラソン日本代表選考会として開催された、2回目のマラソングランドチャンピオンシップ（Marathon Grand Championship、略称：MGC）。

## 概要
2019年9月15日に2020年東京オリンピックマラソン日本代表選考会として開催された2019年大会が好評を博したことを受け、翌大会のパリオリンピックの代表選考においても同様の手法を採ることになったもので、2021年11月10日に大会の開催と指定競技会（MGCチャレンジ）が公表された。
本大会は第107回日本陸上競技選手権大会を兼ね2023年10月15日に国立競技場を発着とするコースで開催された。東京レガシーハーフマラソンと同日に開催される。
また、今大会では新たに賞金が設定された。優勝者には1000万円、2位に500万円、3位に250万円が与えられる。

### 大会要項
出典：
- 大会名 - マラソングランドチャンピオンシップ 兼 パリ2024オリンピック競技大会日本代表選手選考競技会 兼 第107回日本陸上競技選手権大会・マラソン
- 主催 - 公益財団法人日本陸上競技連盟
- 共催 - 一般財団法人東京マラソン財団、朝日新聞社、産経新聞社、中日新聞社、北海道新聞社、毎日新聞社、読売新聞社
- 後援 - 東京都
- 主管 - 公益財団法人東京陸上競技協会
- 特別協賛 - Sky株式会社

### コース
2023年2月9日発表。前年開催された東京レガシーハーフマラソンのコースに、上野広小路 - 内幸町間約10kmの周回区間を加えたものとなっている。折り返し地点が6ヶ所設けられたほか、終盤5kmが上り坂となる。日本陸連強化委員会シニアディレクターの高岡寿成は「強い選手を派遣するためにもタフなコースで勝負を重視したレースになる」と話した。
国立競技場発着マラソンコース
国立競技場 → （外苑西通り） → 富久町西交差点 → （靖国通り・外堀通り） → 飯田橋交差点 → 水道橋交差点 → （白山通り） → 神保町交差点 → （靖国通り） → 小川町 → 須田町交差点 → （中央通り） → 上野広小路《第一折り返し》 → 須田町 → （中央通り） → 日本橋 → 銀座四丁目交差点 → （晴海通り） → 日比谷交差点 → （日比谷通り） → 内幸町《第二折り返し》 → 須田町 → （靖国通り） → 小川町《第三折り返し》 → 須田町交差点 → 上野広小路《第四折り返し》 → 須田町交差点 → 内幸町《第五折り返し》 → 須田町交差点 → （靖国通り） → 神保町交差点 → （白山通り） → 平川門交差点 → （内堀通り） → 大手門《第六折り返し》 → 神保町 → 水道橋 → 飯田橋 → 富久町西 → 国立競技場

## 選考過程
前回大会同様、指定競技会（MGCチャレンジ）においてタイムと順位をクリアした選手がMGC本大会出場権を得る。また、MGCチャレンジ以外の競技会を対象としたワイルドカードのシステムも導入されている（但し、前回大会から基準が変更されている）。

### MGCチャレンジ対象レース
2021年から本格スタートするジャパンマラソンチャンピオンシップシリーズ (JMCシリーズ) の第1期（2021-22年）、第2期（2022-23年）加盟のG1・G2レースが対象とされた。
このレースで以下のいずれかの条件を満たすとMGCに進出する。
- 日本人上位3位以内（G2は日本人トップ）かつ男子2時間10分00秒・女子2時間28分00秒以内
- 日本人上位6位以内かつ男子2時間09分00秒・女子2時間27分00秒以内

ただし、夏に開催される北海道マラソンは以下の条件となる。
- 日本人上位3位以内かつ男子2時間14分00秒・女子2時間32分00秒以内
- 日本人上位6位以内かつ男子2時間12分00秒・女子2時間30分00秒以内

| JMC   | グレード | 大会                                                 | 開催日         |
| ----- | -------- | ---------------------------------------------------- | -------------- |
| 第1期 | G1       | 第75回福岡国際マラソン選手権大会                     | 2021年12月5日  |
| 第1期 | G1       | 第70回別府大分毎日マラソン大会                       | 2022年2月6日   |
| 第1期 | G1       | 第10回大阪マラソン・第77回びわ湖毎日マラソン統合大会 | 2022年2月27日  |
| 第1期 | G1       | 東京マラソン2021                                     | 2022年3月6日   |
| 第1期 | G2       | 第52回防府読売マラソン大会                           | 2021年12月19日 |
| 第2期 | G1       | 北海道マラソン2022                                   | 2022年8月28日  |
| 第2期 | G1       | 福岡国際マラソン2022                                 | 2022年12月4日  |
| 第2期 | G1       | 第53回防府読売マラソン大会                           | 2022年12月4日  |
| 第2期 | G1       | 第71回別府大分毎日マラソン大会                       | 2023年2月5日   |
| 第2期 | G1       | 大阪マラソン2023                                     | 2023年2月26日  |
| 第2期 | G1       | 東京マラソン2023                                     | 2023年3月5日   |

| JMC   | グレード | 大会                                                 | 開催日        |
| ----- | -------- | ---------------------------------------------------- | ------------- |
| 第1期 | G1       | 第41回大阪国際女子マラソン大会                       | 2022年1月30日 |
| 第1期 | G1       | 東京マラソン2021                                     | 2022年3月6日  |
| 第1期 | G1       | 名古屋ウィメンズマラソン2022                         | 2022年3月13日 |
| 第1期 | G2       | 第10回大阪マラソン・第77回びわ湖毎日マラソン統合大会 | 2022年2月27日 |
| 第2期 | G1       | 北海道マラソン2022                                   | 2022年8月28日 |
| 第2期 | G1       | 第42回大阪国際女子マラソン大会                       | 2023年1月29日 |
| 第2期 | G1       | 東京マラソン2023                                     | 2023年3月5日  |
| 第2期 | G1       | 名古屋ウィメンズマラソン2023                         | 2023年3月12日 |
| 第2期 | G2       | 大阪マラソン2023                                     | 2023年2月26日 |

### ワイルドカード
以下の条件を満たすと、ワイルドカードとして出場が可能となる。
- 2022年開催の国際陸上競技大会での上位入賞[注釈 1]
  - 世界陸上オレゴン大会で8位入賞（該当者なし）
- 2021年11月1日から2023年5月31日までのJMC加盟大会（G1・G2・G3[注釈 2]）又はワールドアスレティックス（世界陸連、WA）ラベル大会のエリートラベル以上の大会[注釈 3]で以下の指定タイムをクリア
  - 男子は2時間08分00秒以内、女子は2時間24分00秒以内を記録
  - 出場2大会の平均タイムが男子は2時間10分00秒以内、女子は2時間28分00秒以内を記録
- 男女それぞれ各期のJMCランキングで上位8名（第1期と第2期で同一人物がランクインしても重複繰り上げは行わない）

## MGC出場権獲得者
番号はMGCのエントリーナンバーで、多くの大会で採用されている記録順（持ちタイム順）ではなく出場権獲得順に付される。記録が2つ記されている者はワイルドカードでの出場権獲得。
| No. | 選手       | 所属                                | 大会                                                 | 記録                                 | 備考                                 |
| --- | ---------- | ----------------------------------- | ---------------------------------------------------- | ------------------------------------ | ------------------------------------ |
| 1   | 細谷恭平   | 黒崎播磨                            | 第75回福岡国際マラソン選手権大会                     | 2時間08分16秒                        | 日本人1位                            |
| 2   | 大塚祥平   | 九電工                              | 第75回福岡国際マラソン選手権大会                     | 2時間08分33秒                        | 日本人2位                            |
| 3   | 高久龍     | ヤクルト                            | 第75回福岡国際マラソン選手権大会                     | 2時間08分38秒                        | 日本人3位                            |
| 4   | 上門大祐   | 大塚製薬                            | 第75回福岡国際マラソン選手権大会                     | 2時間08分56秒                        | 日本人4位                            |
| 5   | 神野大地   | セルソース                          | 第52回防府読売マラソン大会                           | 2時間09分34秒                        | 日本人1位                            |
| 6   | 西山雄介   | トヨタ自動車                        | 第70回記念別府大分毎日マラソン大会                   | 2時間07分47秒                        | 1位                                  |
| 7   | 鎧坂哲哉   | 旭化成                              | 第70回記念別府大分毎日マラソン大会                   | 2時間07分55秒                        | 2位                                  |
| 8   | 藤曲寛人   | トヨタ自動車九州                    | 第70回記念別府大分毎日マラソン大会                   | 2時間08分20秒                        | 3位                                  |
| 9   | 古賀淳紫   | 安川電機                            | 第70回記念別府大分毎日マラソン大会                   | 2時間08分30秒                        | 4位                                  |
| 10  | 相葉直紀   | 中電工                              | 第70回記念別府大分毎日マラソン大会                   | 2時間08分44秒                        | 5位                                  |
| 11  | 中西亮貴   | トーエネック                        | 第70回記念別府大分毎日マラソン大会                   | 2時間08分51秒                        | 6位                                  |
| 12  | 星岳       | コニカミノルタ                      | 第10回大阪マラソン・第77回びわ湖毎日マラソン統合大会 | 2時間07分31秒                        | 1位                                  |
| 13  | 山下一貴   | 三菱重工                            | 第10回大阪マラソン・第77回びわ湖毎日マラソン統合大会 | 2時間07分42秒                        | 2位                                  |
| 14  | 浦野雄平   | 富士通                              | 第10回大阪マラソン・第77回びわ湖毎日マラソン統合大会 | 2時間07分52秒                        | 3位                                  |
| 15  | 丸山文裕   | 旭化成                              | 第10回大阪マラソン・第77回びわ湖毎日マラソン統合大会 | 2時間07分55秒                        | 4位                                  |
| 16  | 岡本直己   | 中国電力                            | 第10回大阪マラソン・第77回びわ湖毎日マラソン統合大会 | 2時間08分04秒                        | 5位                                  |
| 17  | 今井正人   | トヨタ自動車九州                    | 第10回大阪マラソン・第77回びわ湖毎日マラソン統合大会 | 2時間08分12秒                        | 6位                                  |
| 18  | 川内優輝   | あいおいニッセイ同和損害保険        | 第52回防府読売マラソン大会                           | 2時間10分11秒                        | 日本人2位                            |
| 18  | 川内優輝   | あいおいニッセイ同和損害保険        | 第10回大阪マラソン・第77回びわ湖毎日マラソン統合大会 | 2時間08分49秒                        | 9位                                  |
| 19  | 鈴木健吾   | 富士通                              | 東京マラソン2021                                     | 2時間05分28秒                        | 日本人1位                            |
| 20  | 其田健也   | JR東日本                            | 東京マラソン2021                                     | 2時間07分23秒                        | 日本人2位                            |
| 21  | 湯澤舜     | SGホールディングス                  | 東京マラソン2021                                     | 2時間07分31秒                        | 日本人3位                            |
| 22  | 聞谷賢人   | トヨタ紡織                          | 東京マラソン2021                                     | 2時間07分55秒                        | 日本人4位                            |
| 23  | 土方英和   | Honda →旭化成                       | 東京マラソン2021                                     | 2時間08分02秒                        | 日本人5位                            |
| 24  | 佐藤悠基   | SGホールディングス                  | 東京マラソン2021                                     | 2時間08分17秒                        | 日本人6位                            |
| -   | 定方俊樹   | 三菱重工                            | 第75回福岡国際マラソン選手権大会                     | 2時間10分31秒                        | 日本人6位                            |
| -   | 定方俊樹   | 三菱重工                            | 東京マラソン2021                                     | 2時間08分33秒                        | 日本人11位                           |
| 25  | 田口雅也   | Honda                               | 第75回福岡国際マラソン選手権大会                     | 2時間09分35秒                        | 日本人5位                            |
| 25  | 田口雅也   | Honda                               | 東京マラソン2021                                     | 2時間09分27秒                        | 日本人18位                           |
| 26  | 吉田祐也   | GMOインターネットグループ           | JMCランキングシリーズⅠ（第1期）・5位                 | JMCランキングシリーズⅠ（第1期）・5位 | JMCランキングシリーズⅠ（第1期）・5位 |
| 27  | 井上大仁   | 三菱重工                            | JMCランキングシリーズⅠ（第1期）・7位                 | JMCランキングシリーズⅠ（第1期）・7位 | JMCランキングシリーズⅠ（第1期）・7位 |
| 28  | 下田裕太   | GMOインターネットグループ           | 東京マラソン2021                                     | 2時間08分35秒                        | 日本人12位                           |
| 28  | 下田裕太   | GMOインターネットグループ           | 2022オタワマラソン                                   | 2時間09分50秒                        | 3位                                  |
| 29  | 柏優吾     | 東洋大学 →コニカミノルタ            | 北海道マラソン2022                                   | 2時間11分41秒                        | 日本人1位                            |
| 30  | 青木優     | カネボウ →Kao                       | 北海道マラソン2022                                   | 2時間11分44秒                        | 日本人2位                            |
| 31  | 松本稜     | トヨタ自動車                        | 北海道マラソン2022                                   | 2時間11分51秒                        | 日本人3位                            |
| 32  | 山口武     | 西鉄 →スズキ                        | 北海道マラソン2022                                   | 2時間11分55秒                        | 日本人4位                            |
| 33  | 丸山竜也   | トヨタ自動車                        | ベルリンマラソン2022                                 | 2時間07分50秒                        | 8位                                  |
| 34  | 武田凜太郎 | ヤクルト                            | 第10回大阪マラソン・第77回びわ湖毎日マラソン統合大会 | 2時間08分48秒                        | 8位                                  |
| 34  | 武田凜太郎 | ヤクルト                            | ベルリンマラソン2022                                 | 2時間10分18秒                        | 13位                                 |
| 35  | 中村祐紀   | 住友電工                            | 第53回防府読売マラソン大会                           | 2時間08分29秒                        | 1位                                  |
| 36  | 山本翔馬   | NTT西日本                           | 第53回防府読売マラソン大会                           | 2時間08分52秒                        | 2位                                  |
| 37  | 橋本崚     | GMOインターネットグループ →中央発條 | 第53回防府読売マラソン大会                           | 2時間09分12秒                        | 3位                                  |
| 38  | 秋山清仁   | 愛知製鋼                            | 福岡国際マラソン2022                                 | 2時間08分43秒                        | 日本人1位                            |
| 39  | 赤﨑暁     | 九電工                              | 福岡国際マラソン2022                                 | 2時間09分01秒                        | 日本人2位                            |
| 40  | 大石港与   | トヨタ自動車                        | 福岡国際マラソン2022                                 | 2時間09分08秒                        | 日本人3位                            |
| 41  | 久保和馬   | 西鉄                                | 東京マラソン2021                                     | 2時間08分48秒                        | 日本人13位                           |
| 41  | 久保和馬   | 西鉄                                | 福岡国際マラソン2022                                 | 2時間09分19秒                        | 日本人4位                            |
| 42  | 市山翼     | 小森コーポレーション →サンベルクス  | 第71回別府大分毎日マラソン大会                       | 2時間07分44秒                        | 日本人1位                            |
| 43  | 横田俊吾   | 青山学院大学 →JR東日本              | 第71回別府大分毎日マラソン大会                       | 2時間07分47秒                        | 日本人2位                            |
| 44  | 木村慎     | Honda                               | 第71回別府大分毎日マラソン大会                       | 2時間07分55秒                        | 日本人4位                            |
| 45  | 小山司     | SUBARU                              | 第71回別府大分毎日マラソン大会                       | 2時間08分00秒                        | 日本人5位                            |
| 46  | 作田直也   | JR東日本                            | 東京マラソン2021                                     | 2時間10分43秒                        | 日本人22位                           |
| 46  | 作田直也   | JR東日本                            | 第71回別府大分毎日マラソン大会                       | 2時間09分06秒                        | 日本人8位                            |
| 47  | 村本一樹   | 住友電工                            | 第10回大阪マラソン・第77回びわ湖毎日マラソン統合大会 | 2時間08分50秒                        | 10位                                 |
| 47  | 村本一樹   | 住友電工                            | 第71回別府大分毎日マラソン大会                       | 2時間09分41秒                        | 日本人11位                           |
| 48  | 西山和弥   | トヨタ自動車                        | 大阪マラソン2023                                     | 2時間06分45秒                        | 日本人1位                            |
| -   | 池田耀平   | Kao                                 | 大阪マラソン2023                                     | 2時間06分53秒                        | 日本人2位                            |
| 49  | 吉岡幸輝   | 中央発條                            | 大阪マラソン2023                                     | 2時間07分28秒                        | 日本人5位                            |
| 50  | 作田将希   | JR東日本                            | 大阪マラソン2023                                     | 2時間07分49秒                        | 日本人7位                            |
| 51  | 土井大輔   | 黒崎播磨                            | 大阪マラソン2023                                     | 2時間07分55秒                        | 日本人8位                            |
| 52  | 小山裕太   | トーエネック                        | 大阪マラソン2023                                     | 2時間07分57秒                        | 日本人9位                            |
| 53  | 畔上和弥   | トヨタ自動車                        | 第53回防府読売マラソン大会                           | 2時間09分27秒                        | 5位                                  |
| 53  | 畔上和弥   | トヨタ自動車                        | 大阪マラソン2023                                     | 2時間08分29秒                        | 日本人14位                           |
| 54  | 河合代二   | トーエネック                        | 東京マラソン2021                                     | 2時間08分31秒                        | 日本人9位                            |
| 54  | 河合代二   | トーエネック                        | 大阪マラソン2023                                     | 2時間08分32秒                        | 日本人16位                           |
| 55  | 大六野秀畝 | 旭化成                              | 第70回記念別府大分毎日マラソン大会                   | 2時間10分11秒                        | 10位                                 |
| 55  | 大六野秀畝 | 旭化成                              | 大阪マラソン2023                                     | 2時間09分26秒                        | 日本人19位                           |
| 56  | 大迫傑     | Nike                                | 東京マラソン2023                                     | 2時間06分13秒                        | 日本人3位                            |
| 57  | 小山直城   | Honda                               | 東京マラソン2023                                     | 2時間08分12秒                        | 日本人6位                            |
| 58  | 二岡康平   | 中電工                              | 第75回福岡国際マラソン選手権大会                     | 2時間09分14秒                        | 日本人5位                            |
| 58  | 二岡康平   | 中電工                              | 東京マラソン2023                                     | 2時間09分21秒                        | 日本人7位                            |
| 59  | 高田康暉   | 住友電工                            | 福岡国際マラソン2022                                 | 2時間09分45秒                        | 日本人5位                            |
| 59  | 高田康暉   | 住友電工                            | 東京マラソン2023                                     | 2時間09分58秒                        | 日本人9位                            |
| 60  | 富安央     | 愛三工業                            | 東京マラソン2021                                     | 2時間08分55秒                        | 日本人14位                           |
| 60  | 富安央     | 愛三工業                            | 東京マラソン2023                                     | 2時間11分01秒                        | 日本人17位                           |
| 61  | 西研人     | 大阪ガス                            | 大阪マラソン2023                                     | 2時間08分11秒                        | 日本人11位                           |
| 61  | 西研人     | 大阪ガス                            | 第25回長野マラソン                                   | 2時間10分01秒                        | 1位                                  |
| 62  | 堀尾謙介   | 九電工                              | 東京マラソン2021                                     | 2時間08分25秒                        | 日本人8位                            |
| 62  | 堀尾謙介   | 九電工                              | 第25回長野マラソン                                   | 2時間10分42秒                        | 3位                                  |
| 63  | 山本憲二   | マツダ                              | 第10回大阪マラソン・第77回びわ湖毎日マラソン統合大会 | 2時間08分38秒                        | 7位                                  |
| 63  | 山本憲二   | マツダ                              | 第25回長野マラソン                                   | 2時間10分46秒                        | 4位                                  |
| 64  | 飯田貴之   | 富士通                              | 大阪マラソン2023                                     | 2時間09分57秒                        | 日本人22位                           |
| 64  | 飯田貴之   | 富士通                              | プラハマラソン2023                                   | 2時間09分34秒                        | 5位                                  |
| 65  | 安井雄一   | トヨタ自動車                        | 第71回別府大分毎日マラソン大会                       | 2時間08分48秒                        | 日本人7位                            |
| 65  | 安井雄一   | トヨタ自動車                        | プラハマラソン2023                                   | 2時間10分33秒                        | 6位                                  |

- 定方・池田は10月5日に開催される杭州アジア大会マラソン代表に選出されたため、MGCにエントリーせず[10]。
- 大六野は脛骨過労性骨膜炎のため8月29日に欠場を発表[11]。
- 佐藤は半月板損傷のため、丸山竜也は左足脛部疲労骨折のため、西山和弥は右臀部腱損傷のため、それぞれ10月3日に欠場を発表[12]。

| No. | 選手       | 所属                             | 大会                                 | 記録                                 | 備考                                 |
| --- | ---------- | -------------------------------- | ------------------------------------ | ------------------------------------ | ------------------------------------ |
| 1   | 松田瑞生   | ダイハツ                         | 第41回大阪国際女子マラソン大会       | 2時間20分52秒                        | 1位                                  |
| 2   | 上杉真穂   | スターツ                         | 第41回大阪国際女子マラソン大会       | 2時間22分29秒                        | 2位                                  |
| 3   | 松下菜摘   | 天満屋                           | 第41回大阪国際女子マラソン大会       | 2時間23分05秒                        | 3位                                  |
| 4   | 谷本観月   | 天満屋                           | 第41回大阪国際女子マラソン大会       | 2時間23分11秒                        | 4位                                  |
| 5   | 阿部有香里 | しまむら →京セラ                 | 第41回大阪国際女子マラソン大会       | 2時間24分02秒                        | 5位                                  |
| 6   | 佐藤早也伽 | 積水化学                         | 第41回大阪国際女子マラソン大会       | 2時間24分47秒                        | 6位                                  |
| 7   | 一山麻緒   | ワコール →資生堂                 | 東京マラソン2021                     | 2時間21分02秒                        | 日本人1位                            |
| -   | 新谷仁美   | 積水化学                         | 東京マラソン2021                     | 2時間21分17秒                        | 日本人2位                            |
| 8   | 森田香織   | パナソニック                     | 東京マラソン2021                     | 2時間27分38秒                        | 日本人3位                            |
| 9   | 安藤友香   | ワコール                         | 名古屋ウィメンズマラソン2022         | 2時間22分22秒                        | 日本人1位                            |
| 10  | 細田あい   | エディオン                       | 名古屋ウィメンズマラソン2022         | 2時間24分26秒                        | 日本人2位                            |
| 11  | 鈴木優花   | 大東文化大学 →第一生命グループ   | 名古屋ウィメンズマラソン2022         | 2時間25分02秒                        | 日本人3位                            |
| 12  | 福良郁美   | 大塚製薬                         | 名古屋ウィメンズマラソン2022         | 2時間25分15秒                        | 日本人4位                            |
| 13  | 太田琴菜   | JP日本郵政グループ               | 名古屋ウィメンズマラソン2022         | 2時間25分56秒                        | 日本人5位                            |
| 14  | 竹本香奈子 | ダイハツ                         | 名古屋ウィメンズマラソン2022         | 2時間26分23秒                        | 日本人6位                            |
| 15  | 岩出玲亜   | 千葉陸協 →デンソー               | 第41回大阪国際女子マラソン大会       | 2時間27分14秒                        | 8位                                  |
| 15  | 岩出玲亜   | 千葉陸協 →デンソー               | 名古屋ウィメンズマラソン2022         | 2時間27分03秒                        | 日本人8位                            |
| 16  | 川内理江   | 大塚製薬                         | 第41回大阪国際女子マラソン大会       | 2時間25分35秒                        | 7位                                  |
| 16  | 川内理江   | 大塚製薬                         | 名古屋ウィメンズマラソン2022         | 2時間27分52秒                        | 日本人10位                           |
| 17  | 和久夢来   | ユニバーサルエンターテインメント | JMCランキングシリーズⅠ（第1期）・7位 | JMCランキングシリーズⅠ（第1期）・7位 | JMCランキングシリーズⅠ（第1期）・7位 |
| 18  | 山口遥     | AC・KITA                         | 北海道マラソン2022                   | 2時間29分52秒                        | 1位                                  |
| 19  | 加世田梨花 | ダイハツ                         | ベルリンマラソン2022                 | 2時間21分55秒                        | 7位                                  |
| 20  | 鈴木亜由子 | JP日本郵政グループ               | ベルリンマラソン2022                 | 2時間22分02秒                        | 8位                                  |
| -   | 大西ひかり | 日本郵政グループ                 | 名古屋ウィメンズマラソン2022         | 2時間28分56秒                        | 日本人12位                           |
| -   | 大西ひかり | 日本郵政グループ                 | ベルリンマラソン2022                 | 2時間25分54秒                        | 19位                                 |
| 21  | 吉川侑美   | ユニクロ                         | 第42回大阪国際女子マラソン大会       | 2時間25分20秒                        | 日本人3位                            |
| 22  | 前田彩里   | ダイハツ                         | 第42回大阪国際女子マラソン大会       | 2時間25分24秒                        | 日本人4位                            |
| 23  | 池田千晴   | 日立                             | 第42回大阪国際女子マラソン大会       | 2時間25分59秒                        | 日本人5位                            |
| 24  | 大東優奈   | 天満屋                           | 第42回大阪国際女子マラソン大会       | 2時間26分09秒                        | 日本人6位                            |
| 25  | 渡邉桃子   | 天満屋                           | 大阪マラソン2023                     | 2時間23分08秒                        | 日本人1位                            |
| 26  | 市田美咲   | エディオン                       | 大阪マラソン2023                     | 2時間25分51秒                        | 日本人2位                            |
| 27  | 前田穂南   | 天満屋                           | 名古屋ウィメンズマラソン2023         | 2時間22分32秒                        | 日本人2位                            |

- 新谷は9月24日に開催されるベルリンマラソンに出場予定のため、MGCにエントリーせず[14]。
- 大西は10月5日に開催される杭州アジア大会マラソン代表に選出されたため、MGCにエントリーせず[10][注釈 18]。
- 松田は右脛骨の骨膜炎のため、佐藤はコンディション不良のため、それぞれ10月3日に欠場を発表[12]。
- 渡邉は右第2中足骨の疲労骨折のため、10月10日に欠場を発表[15]。

## レース概要
前日までの秋晴れから一転して、気温は14.5℃と低く、強い雨が降りしきる悪条件の中でのレースとなった。

### 男子
日本マラソン界の「底上げ」もあって、参加者が61名と倍増した今大会、スタート直後から自身130回目のマラソンとなる川内優輝が先頭に立つと、2位集団を徐々に引き離していく。その一方で、有力候補と見られていた日本記録保持者の鈴木健吾が11.9kmで、ブダペスト世界陸上代表の其田健也が14.4kmで途中棄権。同じくブダペスト世界陸上代表の山下一貴は22km手前で、オレゴン世界陸上代表の西山雄介も25kmで集団から脱落。さらにMGC出場権獲得第1号でダークホースとも目された細谷恭平が27.9km地点で転倒し途中棄権するなど、レースはサバイバルの様相を呈した。
川内は25km通過時点で後続との差を41秒まで広げ、独走態勢を築く。一方の2位集団は29kmで大迫傑がペースを上げると集団がばらけはじめ、30km地点で28人いた集団は35km地点で6人まで絞られた。25km以降ペースの鈍った川内に対し、堀尾謙介が引っ張る2位集団が徐々にその差を縮めていき、ついに35.2kmで川内を捉え、川内・大迫・堀尾・赤﨑暁・小山直城・井上大仁・作田直也の7名で先頭集団を形成する。
残り4kmを切って小山がペースを上げると、大迫・赤﨑・川内の3人が追走するものの、小山は3人を振り切って独走。そのまま国立競技場のゴールテープを切り優勝を果たした。2位争いは40kmの上りで赤﨑が抜け出し、大迫・川内の実力者2人を振り切りパリ五輪の出場内定を決めた。大迫は前回大会に続いてまたも2位と5秒差の3位で涙を呑んだ。川内は序盤の大逃げから追いつかれるも粘って4位入賞。悪条件にもかかわらず上位8人がサブテンを達成する高速レースとなった。

### 女子
男子から10分遅れてスタートした女子は、1kmを過ぎて集団が2つに分かれると、前回のMGCを制した前田穂南が15人の先頭集団を引っ張る展開となる。その後はほとんど隊列が変わらないまま15kmまで進むが、第2集団から追い上げてきた松下菜摘が17.5kmで先頭に立つとペースが上がりはじめ、さらに23.2kmで一山麻緒がスパート。ただ一人反応した細田あいとともに後続を突き放す。3位争いは27kmで鈴木亜由子が脱落、松下も27.6kmの内幸町折り返し点で転倒し後退。前田穂南も29.3kmで遅れ、加世田梨花と鈴木優花という出場選手中最年少の2人に絞られた。
先頭争いと3位争いの差は30km地点で10秒まで開いたものの、33km地点では3秒まで接近。再び4人の集団になるかと思われたが、33.3kmで一山が再びスパートし単独先頭に立つ。2位争いは鈴木が加世田を引き連れながら36.4kmで細田を逆転。さらに鈴木は程なくして加世田を振り切ると、38.4kmで一山に追いつき、39kmで一気に突き放した。 
終盤のアップダウンも力強い走りで駆け抜けた鈴木優花は、自己記録を53秒上回るタイムで優勝。3回目のマラソンでパリ五輪の出場を内定させた。2位争いは終盤失速した一山に対し、37.9kmで加世田を再逆転した細田が猛追を見せたものの、一山が7秒差で逃げ切りパリ五輪の出場内定を決めた。 

## 結果

### 男子
| 順位 | 選手       | 所属                      | 記録          | 備考                   |
| ---- | ---------- | ------------------------- | ------------- | ---------------------- |
| 1    | 小山直城   | Honda                     | 2時間08分57秒 |                        |
| 2    | 赤﨑暁     | 九電工                    | 2時間09分06秒 |                        |
| 3    | 大迫傑     | Nike                      | 2時間09分11秒 |                        |
| 4    | 川内優輝   | あいおいニッセイ同和損保  | 2時間09分18秒 |                        |
| 5    | 作田直也   | JR東日本                  | 2時間09分42秒 |                        |
| 6    | 堀尾謙介   | 九電工                    | 2時間09分53秒 |                        |
| 7    | 井上大仁   | 三菱重工                  | 2時間09分55秒 |                        |
| 8    | 大塚祥平   | 九電工                    | 2時間09分56秒 |                        |
| 9    | 土井大輔   | 黒崎播磨                  | 2時間10分18秒 |                        |
| 10   | 浦野雄平   | 富士通                    | 2時間10分41秒 |                        |
| 11   | 鎧坂哲哉   | 旭化成                    | 2時間10分50秒 |                        |
| 12   | 河合代二   | トーエネック              | 2時間11分14秒 |                        |
| 13   | 市山翼     | サンベルクス              | 2時間11分15秒 |                        |
| 14   | 藤曲寛人   | トヨタ自動車九州          | 2時間11分18秒 |                        |
| 15   | 上門大祐   | 大塚製薬                  | 2時間11分29秒 |                        |
| 16   | 聞谷賢人   | トヨタ紡織                | 2時間11分37秒 |                        |
| 17   | 木村慎     | Honda                     | 2時間11分43秒 |                        |
| 18   | 高久龍     | ヤクルト                  | 2時間12分00秒 |                        |
| 19   | 安井雄一   | トヨタ自動車              | 2時間12分11秒 |                        |
| 20   | 古賀淳紫   | 安川電機                  | 2時間12分18秒 |                        |
| 21   | 小山裕太   | トーエネック              | 2時間12分20秒 |                        |
| 22   | 星岳       | コニカミノルタ            | 2時間12分28秒 |                        |
| 23   | 秋山清仁   | 愛知製鋼                  | 2時間12分37秒 |                        |
| 24   | 西研人     | 大阪ガス                  | 2時間12分42秒 |                        |
| 25   | 柏優吾     | コニカミノルタ            | 2時間12分43秒 |                        |
| 26   | 相葉直紀   | 中電工                    | 2時間12分50秒 |                        |
| 27   | 岡本直己   | 中国電力                  | 2時間12分58秒 |                        |
| 28   | 小山司     | SUBARU                    | 2時間13分30秒 |                        |
| 29   | 田口雅也   | Honda                     | 2時間14分02秒 |                        |
| 30   | 横田俊吾   | JR東日本                  | 2時間14分04秒 |                        |
| 31   | 土方英和   | 旭化成                    | 2時間14分10秒 |                        |
| 32   | 山下一貴   | 三菱重工                  | 2時間14分11秒 |                        |
| 33   | 大石港与   | トヨタ自動車              | 2時間14分35秒 |                        |
| 34   | 富安央     | 愛三工業                  | 2時間14分40秒 |                        |
| 35   | 畔上和弥   | トヨタ自動車              | 2時間14分51秒 |                        |
| 36   | 山口武     | スズキ                    | 2時間14分54秒 |                        |
| 37   | 村本一樹   | 住友電工                  | 2時間15分12秒 |                        |
| 38   | 飯田貴之   | 富士通                    | 2時間15分16秒 |                        |
| 39   | 吉岡幸輝   | 中央発條                  | 2時間15分29秒 |                        |
| 40   | 武田凜太郎 | ヤクルト                  | 2時間16分10秒 |                        |
| 41   | 二岡康平   | 中電工                    | 2時間16分12秒 |                        |
| 42   | 作田将希   | JR東日本                  | 2時間16分20秒 |                        |
| 43   | 橋本崚     | 中央発條                  | 2時間16分47秒 |                        |
| 44   | 高田康暉   | 住友電工                  | 2時間16分51秒 |                        |
| 45   | 下田裕太   | GMOインターネットグループ | 2時間17分26秒 |                        |
| 46   | 西山雄介   | トヨタ自動車              | 2時間17分49秒 |                        |
| 47   | 松本稜     | トヨタ自動車              | 2時間17分58秒 |                        |
| 48   | 丸山文裕   | 旭化成                    | 2時間18分10秒 |                        |
| 49   | 湯澤舜     | SGホールディングス        | 2時間19分18秒 |                        |
| 50   | 吉田祐也   | GMOインターネットグループ | 2時間19分47秒 |                        |
| 51   | 山本翔馬   | NTT西日本                 | 2時間20分13秒 |                        |
| 52   | 中村祐紀   | 住友電工                  | 2時間21分35秒 |                        |
| 53   | 中西亮貴   | トーエネック              | 2時間22分12秒 |                        |
| 54   | 青木優     | Kao                       | 2時間23分22秒 |                        |
| 55   | 久保和馬   | 西鉄                      | 2時間24分13秒 |                        |
| 56   | 神野大地   | セルソース                | 2時間25分34秒 |                        |
| -    | 今井正人   | トヨタ自動車九州          | DQ            | 35km地点オーバータイム |
| -    | 細谷恭平   | 黒崎播磨                  | DNF           | 27.9kmで棄権           |
| -    | 山本憲二   | マツダ                    | DNF           | 22kmで棄権             |
| -    | 其田健也   | JR東日本                  | DNF           | 14.4kmで棄権           |
| -    | 鈴木健吾   | 富士通                    | DNF           | 11.9kmで棄権           |

### 女子
| 順位 | 選手       | 所属                             | 記録          | 備考                   |
| ---- | ---------- | -------------------------------- | ------------- | ---------------------- |
| 1    | 鈴木優花   | 第一生命グループ                 | 2時間24分09秒 |                        |
| 2    | 一山麻緒   | 資生堂                           | 2時間24分43秒 |                        |
| 3    | 細田あい   | エディオン                       | 2時間24分50秒 |                        |
| 4    | 加世田梨花 | ダイハツ                         | 2時間25分29秒 |                        |
| 5    | 松下菜摘   | 天満屋                           | 2時間25分57秒 |                        |
| 6    | 谷本観月   | 天満屋                           | 2時間26分40秒 |                        |
| 7    | 前田穂南   | 天満屋                           | 2時間27分02秒 |                        |
| 8    | 池田千晴   | 日立                             | 2時間27分14秒 |                        |
| 9    | 安藤友香   | ワコール                         | 2時間27分47秒 |                        |
| 10   | 阿部有香里 | 京セラ                           | 2時間28分18秒 |                        |
| 11   | 上杉真穂   | スターツ                         | 2時間28分21秒 |                        |
| 12   | 鈴木亜由子 | JP日本郵政グループ               | 2時間31分33秒 |                        |
| 13   | 大東優奈   | 天満屋                           | 2時間31分36秒 |                        |
| 14   | 岩出玲亜   | デンソー                         | 2時間31分46秒 |                        |
| 15   | 川内理江   | 大塚製薬                         | 2時間31分52秒 |                        |
| 16   | 市田美咲   | エディオン                       | 2時間32分00秒 |                        |
| 17   | 太田琴菜   | JP日本郵政グループ               | 2時間34分16秒 |                        |
| 18   | 森田香織   | パナソニック                     | 2時間34分45秒 |                        |
| -    | 前田彩里   | ダイハツ                         | DQ            | 40km地点オーバータイム |
| -    | 福良郁美   | 大塚製薬                         | DQ            | 40km地点オーバータイム |
| -    | 竹本香奈子 | ダイハツ                         | DQ            | 40km地点オーバータイム |
| -    | 吉川侑美   | ユニクロ                         | DNF           | 32kmで棄権             |
| -    | 山口遥     | AC・KITA                         | DNF           | 32kmで棄権             |
| -    | 和久夢来   | ユニバーサルエンターテインメント | DNF           | 20kmで棄権             |

## 中継

### テレビ・ラジオ放送
- テレビでは、男子のレースをTBSテレビ系列、女子のレースをNHK総合テレビで生中継。男女ともレース中継点の一部でテレビカメラや中継車をTBSテレビとNHKが共同で運用している関係で、レース中には、相互のレース映像を用いた中継を各局独自の実況とタイミングで挿入している。
  - NHKでは、メインチャンネルでの中継と並行しながら、サブチャンネル（副音声）で実況トーク企画を独自に放送。
- ラジオでは、TBSラジオが関東ローカル放送で男子のレース、NHKラジオ第一が全国放送で女子のレースを中継。

#### テレビ
男子
- 放送時間：7:00 - 10:30
- スペシャルキャスター：高橋尚子（シドニーオリンピック金メダリスト）
- 司会進行・代表内定選手へのインタビュアー：石井大裕（TBSテレビアナウンサー）
- アスリートゲスト：設楽悠太（西鉄、元・男子フルマラソン日本記録保持者）
- 実況（TBSテレビアナウンサー）：新タ悦男、佐藤文康、熊崎風斗
- スタート地点リポート：小沢光葵（TBSテレビアナウンサー）
- コースリポート（TBSテレビアナウンサー）：近藤夏子、南後杏子

女子
- 放送時間：7:45 - 11:00
- 解説
  - センター：有森裕子（バルセロナオリンピック銀メダリスト・アトランタオリンピック銅メダリスト）、野口みずき（アテネオリンピック金メダリスト）
  - 1号車：福士加代子（リオデジャネイロオリンピック代表、2013年世界選手権銅メダリスト）
- 実況（NHKアナウンサー）
  - センター：塚本貴之
  - 1号車：横山哲也
  - 2号車：小宮山晃義
  - バイク：高木優吾
- スタート地点リポート：宮本真智（NHKアナウンサー）
- スタート・フィニッシュ地点リポート：小林祐梨子（2008年北京オリンピック5000m日本代表）
- 副音声
  - ゲスト：増田明美、藤川球児（NHK野球解説者）、小林祐梨子
  - 進行（NHKアナウンサー）：冨坂和男、宮本真智
    - 小林はメインチャンネルでのリポートの合間、宮本はスタート地点からのリポート後に出演。

#### ラジオ
男子
- 放送時間：7:30 - 10:30
- 解説：尾方剛（広島経済大学陸上競技部監督）
- 実況：土井敏之（TBSテレビアナウンサー）
- コースリポート：高柳光希（同上）
- 情報デスク：上村彩子（同上）

女子
- 放送時間：8:00 - 10:54
- 解説：金哲彦（プロランニングコーチ）
- 実況：三輪洋雄（NHKアナウンサー）

### インターネットでの配信
- 男子のレースについては、TBSテレビ系列での中継動画をTVerを通じてリアルタイムで配信。U-NEXT内の「Paraviコーナー」では、伊藤隆佑（TBSテレビアナウンサー）の独自実況による中継動画をマルチチャンネル方式で配信（見逃し配信対応）。また、TBSラジオの中継を、関東地方以外にもradikoプレミアムのエリアフリー/タイムフリー聴取サービスを通じて配信。
- 女子のレースについては、NHK総合テレビでの中継動画をNHKプラスを通じてリアルタイムで配信（見逃し配信対応）。また、NHKラジオでの中継をNHKネットラジオ らじる★らじるで配信（聞き逃し配信対応）。

## MGCファイナルチャレンジ
2023年6月7日発表。男子は3大会、女子は2大会が対象となった。MGCファイナルチャレンジ設定記録をクリアした最上位が代表に内定する。クリアした者がいない場合はMGC3位の選手が内定となる。

### MGCファイナルチャレンジ設定記録
- 男子：2時間05分50秒
- 女子：2時間21分41秒

JMCシリーズ第2期（2022年4月～2023年3月）の最高記録（男子：2時間05分51秒、女子：2時間21分42秒）が基準となっている。なお、MGCファイナルチャレンジ対象大会は女子単独レースとなるため、女子の設定記録は女子単独レースの記録を基準としている。
| 設定大会             | 開催日        | 有資格者最上位  | タイム        | 備考                 |
| -------------------- | ------------- | --------------- | ------------- | -------------------- |
| 福岡国際マラソン2023 | 2023年12月3日 | 細谷恭平（4位） | 2時間07分23秒 | 派遣設定記録に届かず |
| 大阪マラソン2024     | 2024年2月25日 | 吉田祐也（4位） | 2時間06分37秒 | 派遣設定記録に届かず |
| 東京マラソン2024     | 2024年3月3日  | 西山雄介（9位） | 2時間06分31秒 | 派遣設定記録に届かず |

- 派遣設定記録を誰もクリアできなかったため、大迫傑（MGC 3位）がパリオリンピック代表に内定した。

| 設定大会                       | 開催日        | 有資格者最上位  | タイム        | 備考                            |
| ------------------------------ | ------------- | --------------- | ------------- | ------------------------------- |
| 第43回大阪国際女子マラソン大会 | 2024年1月28日 | 前田穂南（2位） | 2時間18分59秒 | 派遣設定記録をクリア 日本新記録 |
| 名古屋ウィメンズマラソン2024   | 2024年3月10日 | 安藤友香（1位） | 2時間21分18秒 | 派遣設定記録をクリア            |

- 派遣設定記録をクリアした選手で最も速いタイムを出した前田（MGC 7位）が東京オリンピック代表に内定した。

## 備考
MGC出場権獲得者のほとんどが実業団所属であるが、大会後に全日本実業団対抗駅伝（ニューイヤー駅伝）と全日本実業団対抗女子駅伝（クイーンズ駅伝）の予選会が開催されるため、チーム及び選手への負担が懸念されていた。それを受けて日本実業団陸上競技連合はMGC出場資格を持つ選手が所属するチームは当該選手の出走有無を問わず予選会を完走することで本大会の出場権を得られる特例を設けることになった。